# モートン・グールド
モートン・グールド（Morton Gould, 1913年12月10日 - 1996年2月21日）は、アメリカ合衆国のピアニスト、作曲家、編曲家、指揮者。

## 略歴
ニューヨーク市クイーンズ区のリッチモンド・ヒルで生まれる。4歳の時にピアノを始め、6歳で最初の作曲を行う。8歳の時に奨学金を得て音楽芸術研究所（後のジュリアード音楽院）でピアノと作曲を学び、不況の最中、10代で映画館などのピアニストとして働き始める。ラジオ・シティ・ミュージック・ホールが開館したとき、グールドはそこのピアニストとなった。
グールドは、純粋なクラシック音楽を初め、クラシック音楽とポピュラー音楽を組み合わせた作品、映画音楽・テレビ音楽・バレエ音楽・ジャズ音楽・ミュージカル音楽などあらゆるジャンルの作品を手がけた。作曲にあたってはピアノは使わず、頭の中に浮かんだものを譜面に書き留めたという。ピアノを使って作曲を試みたものの、上手くいかなかったと語っている。指揮者としての活躍も顕著で、自作自演を含め、録音も数多く行っている。特に、シカゴ交響楽団を指揮してチャールズ・アイヴズの交響曲第1番などを収録した米RCAのLP（初出LP番号:LM/LSC-2893）では、グラミー賞を受賞した。他にも自作自演、カヴァーなど、レコード録音数は非常に多い。しかし、自作曲を指揮するのは集中できないため余り好きではなく、他の指揮者に指揮してもらう方が嬉しい、また自身も他の作曲家の作品を指揮する方が好きだ、と語っている。1955年以前は米コロムビア（現ソニー・ミュージック）への録音が、それ以降はRCAレコードでの録音がほとんどを占める。一部ではあるが、米デッカなどへの録音もある。
1995年にピューリッツァー賞を受賞している。
1996年2月21日、米フロリダ州のオーランドで死去した。82歳。翌日にウォルト・ディズニーのイベントでの指揮を控えていた。

## 日本での知名度
米コロムビア時代の録音盤は、日本ではあまり発売されなかった。一方でRCA時代の録音盤は、昭和30年代から40年代にかけて、当時同音源の日本での発売権を持つ日本ビクター音楽事業部を通じてほぼリアルタイムに発売されていたばかりか、CD時代になっても国内盤で今日まで発売されているほど知られている（主にクラシックが多い）。また、『シャボン玉ホリデー』内で流された生CMのBGMに、グールド作曲・ロバート・マックスウェル楽団演奏の『パヴァーヌ』が使用されていた。
しかし、日本でのグールドの知名度を一気に上げたのは、テレビ朝日系の『日曜洋画劇場』のエンディングテーマ曲として、放送開始（1966年10月）から2003年9月まで長らく流れ続けていた、グールド自身の編曲・ピアノ・指揮による「ソー・イン・ラヴ」 (コール・ポーター作曲) だった。この音源は、米コロムビアから1951年に発売されたグールドのアルバム「Curtain Time」の最後に収録されているものである。

## 作曲家としての主な作品
- アメリカン・サリュート
- サンタ・フェ・サガ
- ジェリコ狂詩曲
- ジキルとハイド変奏曲
- ダンス変奏曲
- タップダンサーと管弦楽のための協奏曲
- ファンファーレ・フォー・フリーダム
- フォスター・ギャラリー
- バレエ曲『フォール・リヴァーの伝説』
- テレビドラマ『ホロコースト』のテーマ
- ラテン・アメリカン・シンフォニエッタ
- ピアノと管弦楽のためのアメリカン・コンチェルテット（バレエ『インタープレイ（英語版）』）

## 演奏家として残した主なレコードアルバム
カッコ内の番号は、初出レコード番号である。

### 米コロムビア
- String Time (M-663)
- Soft Lights and Sweet Music (ML-2021)
- Do You Remember (ML-2028)
- Symphonic Band (ML-2029)
- Morton Gould Conducting Robin Hood Dell Orchestra (ML-2031) - 1949年発売。内容はグリーグの作品集である。
- Spirituals for String Choir and Orchestra (ML-2042) - 1946年5月9日、ニューヨーク、カーネギー・ホールにて録音。
- Christmas Music for Orchestra (ML-2065)
- Music of George Gershwin (ML-2073) - Oscar Levant（ピアノ）と共演。1949年6月5、6日、同年9月1日録音。
- Hits of the Golden Twenties (ML-2132) - 1950年6月6日録音
- Music at Midnight (ML-2171)
- Moton Gould Program (ML-2190) - 1951年3月14、15日録音。
- After Dark (ML-4134) - 1949年発売
- Curtain Time (ML-4451) - 1951年7月12、13日録音。テレビ朝日系の『日曜洋画劇場』のエンディングに長らく使われていた音源「ソー・イン・ラヴ」を収録。
- Tchaikovsky's The Months (ML-4487)
- Rhapsodies for Piano and Orchestra (ML-4557)
- Movie Time (ML-4595)
- Memories (ML-4796)
- Wagon Wheels (ML-4858)
- Runnymede Rhapsody (AL-36) - 1953年発売
- Strike Up The Band (AL-41) - 1954年発売
- The Band Plays On (AL-57)
- Symphonic Serenade (CL-560)
- Starlight Serenade (CL-664)
- Hi-Fi Band Concert (CL-954)

### RCAレコード
- Batons and Bows (LM/LSC-2217)
- Beyond the Blue Horizon (LM/LSC-2252)
- Bizet:Carmen for Orchestra （ビゼー作曲、グールド編:『管弦楽の為のカルメン』） (LM/LSC-2437)
- Blues in the Night (LM/LSC-2104)
- Brass and Percussion (LM/LSC-2080) - 1956年録音。RCAビクターのLIVING STEREOの名デモ盤の1つとして有名。
- Coffee Time (LPM/LSP-1656) - 1958年発売
- Copland:Billy the Kid (アーロン・コープランド作曲:バレエ音楽『ビリー・ザ・キッド』) (LM/LSC-2195)
- Copland:Dance Symphony (アーロン・コープランド作曲:『舞踏交響曲』) (LM/LSC-2850)
- Duubling in Brass (LM/LSC-2308)
- Evening Serenade (LM/LSC-3007)
- "Finlandia" Music of Sibelius (『フィンランディア』シベリウス作品集) (LM/LSC-2666)
- Gershwin:An American in Paris (ガーシュウィン作曲:交響詩『パリのアメリカ人』) (LM-2002)
- Gershwin:Rhapsody in Blue (ガーシュウィン作曲:『ラプソディ・イン・ブルー』) (LM-2017)
- Goodnight, Sweet heart (LM/LSC-2682)
- Gould:Burchfield Gallery, Apple Waltzes (グールドの自作自演:『バーチフィールドの画廊』、『りんごのワルツ』) (ARC1-5019) デジタル録音
- Gould:Fall River Legend (グールドの自作自演:バレエ曲『フォール・リヴァーの伝説』) (LM/LSC-2532)
- Gould:Spirituals (グールドの自作自演:『スピリチュアルス』(聖歌集?)) (LM/LSC-2686)
- Grofe:Grand Canyon Suite (グローフェ作曲:組曲『グランド・キャニオン』) (LM/LSC-2433)
- Ives:Symphony No.1 etc (アイヴス作曲:交響曲第1番 ほか) (LM/LSC-2893) - グラミー賞受賞LP
- Jungle Drums (LM/LSC-1994) - 1955年録音。これもRCAビクターのLIVING STEREOの名デモ盤の1つとして有名。
- Kurt Weill Two Worlds (LM/LSC-2863)
- Kern, Porter:Favorites (ジェローム・カーンとコール・ポーターの作品集) (LM/LSC-2559)
- Latin, Lush&Lovely (LM/LSC-2752)
- Living Strings (LM/LSC-2317)
- Love Walked In (LM/LSC-2633)
- Makes The Scene Cheesecake (LPM/LSP-3771)
- Moon,Wind and Stars (LM/LSC-2232)
- Moonlight Sonata (LM/LSC-2542) - 1961年発売
- More Jungle Drums (LM/LSC-2768)
- Music For Relaxation (LM/LSC-2800)
- Music For Summertime (LM-2006) - 1956年発売
- Nielsen:Symphony No.2 (ニールセン作曲:交響曲第2番『四つの気質』) (LM/LSC-2920)
- Rodgers & Hammerstein II:Oklahoma / Carousel Suites (ロジャース&ハマースタイン2世作詞作曲:「オクラホマ!」/『回転木馬』組曲) (LM-1884)
- Piano Favorites (LM/LSC-2579)
- Popular Classics (VIC/VICS-1174) - 1966年発売
- Popular Classics Vol. 2 (VIC/VICS-1381)
- Rimsky-Korsakov:Scheherazade (リムスキー＝コルサコフ作曲:交響組曲『シェヘラザード』) (LM-1956)
- Rimsky-Korsakov:Symphony No.2 (リムスキー＝コルサコフ作曲:交響曲第2番『アンタール』) (LM/LSC-3022)
- Shostakovich:Symphony No.2 (ショスタコーヴィチ作曲:交響曲第2番『十月革命に捧げる』) (LM/LSC-3044)
- Sousa Forever (スーザよ永遠に（スーザのマーチ作品集）） (LM/LSC-2569)
- Temptation (LM-2128)
- Tchaikovsky:1812 Overture,Ravel:Bolero (チャイコフスキー作曲:序曲『1812年』、ラヴェル作曲：『ボレロ』) (LM/LSC-2345)
- Vaughan Williams:Fantasia on Greensleeves, Fantasia On A Theme By Thomas Tallis,Eric Coates:London Suite (ヴォーン・ウィリアムズ作曲:『グリーンスリーヴスによる幻想曲』、『トマス・タリスの主題による幻想曲』、エリック・コーツ作曲:『ロンドン組曲』) (LM/LSC-2719)
- Where's the Melody (LM/LSC-2224)
- The Wonderful Waltzes of Tchaikovsky (LM/LSC-2890)
- World War One (LM/LSC-2791)

### 米デッカ
- Morton Gould at the piano (DL-5067)

### 米ヴァーレーズ・サラバンド、Chalfont
- MORTON GOULD Conducting The London Symphony Orchestra (SDG-301)
- Danzas Fantasticas (SDG-302)
- Exploring the Digital Frontier (CVS-55001)
- DIGITAL SPACE (映画『スター・ウォーズ』、『大いなる西部』のからの音楽集) (VCDM 1000-20)

以上、演奏はロンドン交響楽団。1979年のデジタル録音。サウンド・ストリーム社のデジタル録音機を使用。高音質仕様とあって、LPのプレス・製造は、日本のビクター音楽産業が行っている。

### 米エベレスト
- MORTON GOULD Conducts The Marches Of MORTON GOULD (3253)